# Gilbert Le Lay
Gilbert Le Lay (né le 17 octobre 1952 à Merléac) est un ancien coureur cycliste professionnel français.

## Biographie
Gilbert Le Lay, d'un petit gabarit de 1,60 m et de 61 kg, court chez les professionnels en 1978 et 1979 dans les équipes dirigées par Raphaël Géminiani avec lesquelles il a disputé le Tour de France.
Son fils, David Le Lay, est également un ancien cycliste professionnel.

## Palmarès
- 1977
  - 5e étape de l'Essor breton
  - 9e étape du Tour de l'Avenir
  - 2e de l'Essor breton
- 1978
  - 2e du Grand Prix du Midi libre

## Résultats sur les grands tours

### Tour de France
2 participations
- 1978 : 23e
- 1979 : 80e